# وشرادیتسه
وشرادیتسه (به لاتین: Všeradice) یک منطقهٔ مسکونی در جمهوری چک است که در شهرستان برون واقع شده‌است. وشرادیتسه ۷٫۳۶ کیلومتر مربع مساحت و ۴۵۸ نفر جمعیت دارد و ۳۴۲ متر بالاتر از سطح دریا واقع شده‌است.